# FamDVD
FamDVD é uma loja virtual de DVDs e Blu-rays criada no Brasil em 2008. Faz parte da Associação Brasileira da Mídia Física, um selo criado para lançar mais filmes em tais formatos no país.

## Histórico
Após uma campanha, conseguiu lançar no Brasil em 2016 uma tiragem limitada do filme The Witch (bra:A Bruxa) com o selo da Universal, que se tornou um sucesso de vendas, esgotando no mês do lançamento. Outro lote do filme foi lançado em 2020. Posteriormente, segundo Fábio Martins, dono da loja FamDVD, as distribuidoras de filmes voltaram a demonstrar interesse a lançar mais filmes no formato no país.
Escrevendo para o Diário de Santa Maria em agosto de 2020, Lucio Pozzobon disse que o aumento da competição das vendas de Blu-rays nas lojas FamDVD, The Originals, Vídeo Pérola, Obras-Primas do Cinema, Versátil Home Vídeo, Imovision e Amazon movimentou o mercado de discos junto as distribuidoras: "O interessante é ver que alguns desses itens se tornaram exclusivos de algumas lojas, coisa que não é comum por aqui. Isso apresentou um incentivo para as compras em pré-venda, o que garante a oportunidade de a distribuidora e loja avaliarem a quantidade solicitada para seu estoque. Essa movimentação fez com que muitos vendedores do Mercado Livre, Enjoei e outros sites de revendas de usados, precisassem revisar seus valores para competir com o valor atual das novas unidades que chegaram às lojas. A opinião do público tornou-se essencial nesse momento, principalmente nos grupos de colecionadores do Blog do Jotacê ou Fora de Catálogo."

## Algumas das edições em Blu-ray

### Com as distribuidoras
- Mommy, edição de colecionador feita em parceria com a Mares Filmes[6]
- The Witch, tiragem limitada com o selo da Universal

### Com a AbraMF
- Psycho
- Vítimas de Uma Paixão
- Os Mortos Não Morrem[7]